# Ossiach

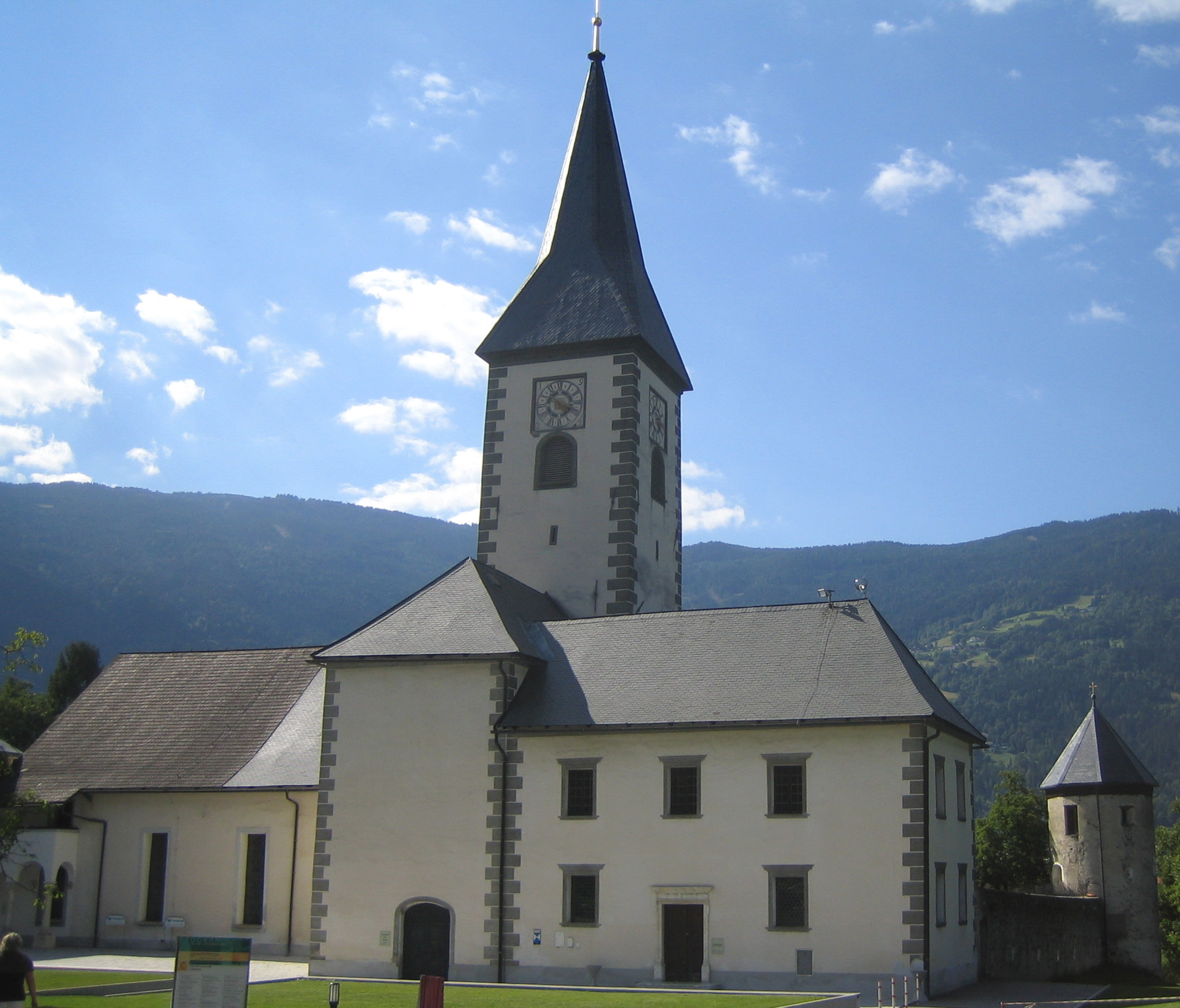
stichtskerk

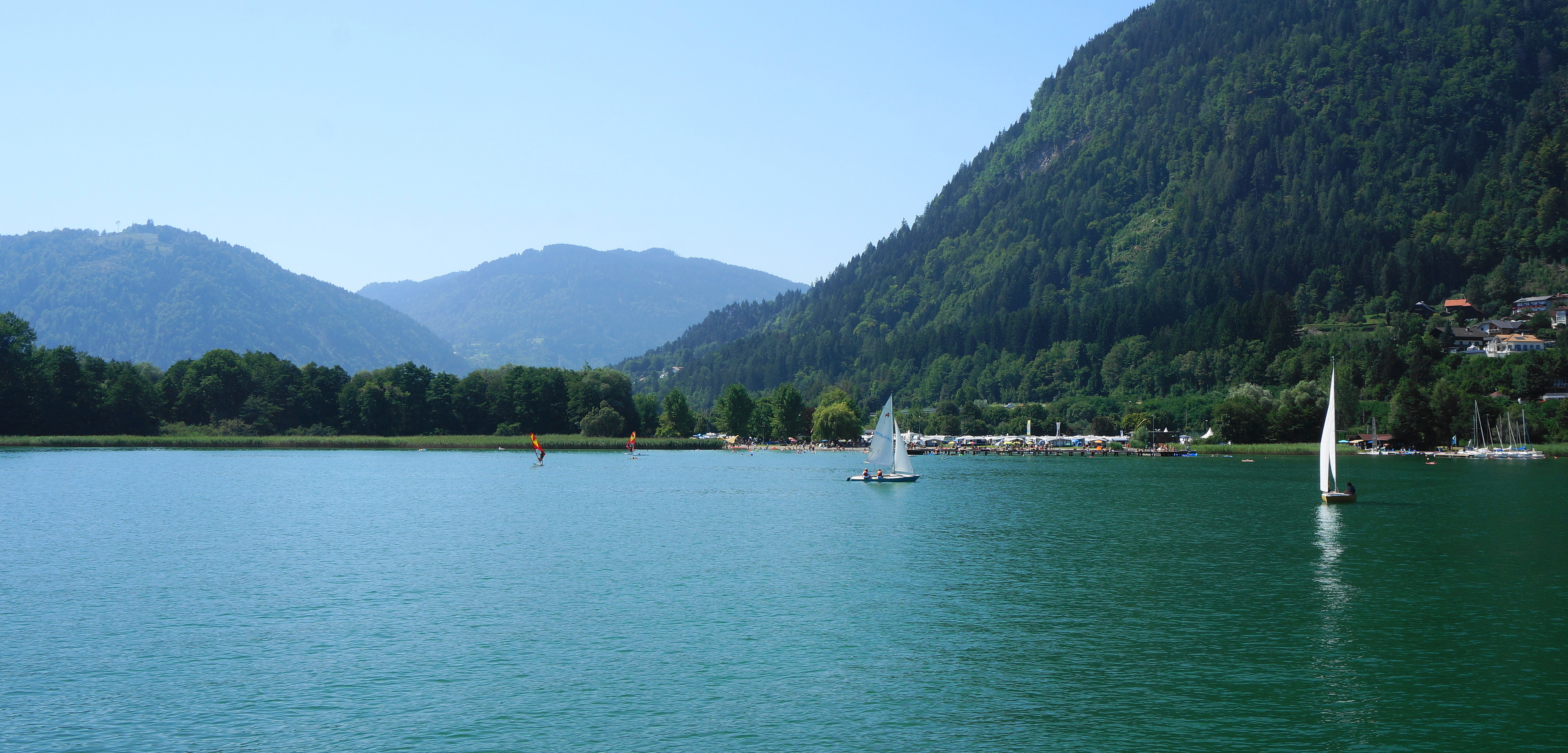
Ossiachersee vanuit Ostriach

Ossiach (Sloveens: Osoje) is een gemeente in de Oostenrijkse deelstaat Karinthië, gelegen in het district Feldkirchen (FE). De gemeente heeft ongeveer 700 inwoners.

## Geografie en indeling
Ossiach heeft een oppervlakte van 17,41 km². Het ligt in het zuiden van het land tussen de Ossiachersee en de Ossiacher Tauern, een berg die deel uitmaakt van de Nockberge.
Er bestaan zes kadastrale gemeenten:
- Alt-Ossiach (255 inwoners in 2001)
- Ossiach (123)
- Ostriach (195)
- Rappitsch (161)
- Tauern (14)
- Untertauern (1)

Untertauern is qua oppervlakte en inwoners een van de kleinste kadastrale gemeenten van Oostenrijk.

## Naam
Ossiach kan worden gezien als een Duitse adaptie van osojah, de locatief van het sloveense plurale tantum osoje. Osoje betekent schaduwkant (van een berg). Dit correspondeert met de ligging van de belangrijkste deel van het dorp beneden de schaduwkant van de Ossiacher Tauern.
Ostriach wordt afgeleid van oster (sloveens: scherp), met betrekking tot de bijzonder steile helling van de Tauern aldaar. Vgl. Hochosterwitz.
Voor de etymologie van Tauern zie Hohe Tauern.

## Cultuur
Bezienswaardig is de stichtskerk, waar ieder jaar het muziekfestival Carinthischer Sommer plaatsvindt. In deze kerk gaf de befaamde pianist Wilhelm Backhaus op 28 juni 1969 zijn laatste recital, met een programma van Mozart, Beethoven, Schubert, en Schumann.
Albeck · Feldkirchen · Glanegg · Gnesau · Himmelberg · Ossiach · Reichenau · Sankt Urban · Steindorf am Ossiacher See · Steuerberg
- Gemeinsame Normdatei: 4043986-0
- Library of Congress Control Number: n78035566
- Nationale Bibliotheek van Israël: 987007545508605171
- Virtual International Authority File: 131327527
- WorldCat: E39PBJf8tFC4PXMD6QbmmTdJDq